# Derby County F.C.
Derby County Football Club je nogometni klub iz Engleske, iz grada Derbyja. Osnovan je 1884., a trenutačno nastupa u Football League Championshipu.
Derby County je jedan od 12 klubova osnivača engleske nogometne lige (Football League) 1888. godine. Jedan je od samo 10 klubova koji su se svaku sezonu natjecali u sustavu engleske nogometne lige (English football league).

## Klupski uspjesi

### Domaći uspjesi
Prva liga:
- Prvak (2): 1971./72., 1974./75.

FA kup:
- Pobjednik (1): 1946.

Druga liga:
- Prvak (4): 1911./12., 1914./15., 1968./69., 1986./87.

Treća liga:
- Prvak (1): 1956./57.

Charity Shield:
- Pobjednik (1): 1976.

## Vanjske poveznice
- Službena stranica

| Momčadi FA Premier lige                                                          | Momčadi FA Premier lige |
| -------------------------------------------------------------------------------- | --- |
|                                                                                  | |
| Članovi 2024./25.                                                                | Arsenal • Aston Villa • Bournemouth • Brentford • Brighton & Hove Albion • Chelsea • Crystal Palace • Everton • Fulham • Ipswich Town • Leicester City • Liverpool • Manchester City • Manchester United • Newcastle United • Nottingham Forest • Southampton • Tottenham Hotspur • West Ham United • Wolverhampton Wanderers |
|                                                                                  | |
| Bivše momčadi (1992. – 2024.)                                                    | Barnsley • Birmingham City • Blackburn Rovers • Blackpool • Bolton Wanderers • Bradford City • Burnley • Cardiff City • Charlton Athletic • Coventry City • Derby County • Fulham • Huddersfield Town • Hull City • Leeds United • Luton Town • Middlesbrough • Norwich City • Nottingham Forest • Oldham Athletic • Portsmouth • Queens Park Rangers • Reading • Sheffield Wednesday • Sheffield United • Stoke City • Sunderland • Swansea City • Swindon Town • Watford • West Bromwich Albion • Wigan Athletic • Wimbledon |
|                                                                                  | |
| Bivše momčadi Football Leaguea (1888. – 1892.) i First Divisiona (1892. – 1992.) | Accrington • Bradford Park Avenue • Bristol City • Bury • Carlisle United • Darwen • Glossop North End • Grimsby Town • Leyton Orient • Millwall • Northampton Town • Notts County • Oxford United • Preston North End |

| Momčadi FA Premier lige                                                          | Momčadi FA Premier lige |
| -------------------------------------------------------------------------------- | --- |
|                                                                                  | |
| Članovi 2024./25.                                                                | Arsenal • Aston Villa • Bournemouth • Brentford • Brighton & Hove Albion • Chelsea • Crystal Palace • Everton • Fulham • Ipswich Town • Leicester City • Liverpool • Manchester City • Manchester United • Newcastle United • Nottingham Forest • Southampton • Tottenham Hotspur • West Ham United • Wolverhampton Wanderers |
|                                                                                  | |
| Bivše momčadi (1992. – 2024.)                                                    | Barnsley • Birmingham City • Blackburn Rovers • Blackpool • Bolton Wanderers • Bradford City • Burnley • Cardiff City • Charlton Athletic • Coventry City • Derby County • Fulham • Huddersfield Town • Hull City • Leeds United • Luton Town • Middlesbrough • Norwich City • Nottingham Forest • Oldham Athletic • Portsmouth • Queens Park Rangers • Reading • Sheffield Wednesday • Sheffield United • Stoke City • Sunderland • Swansea City • Swindon Town • Watford • West Bromwich Albion • Wigan Athletic • Wimbledon |
|                                                                                  | |
| Bivše momčadi Football Leaguea (1888. – 1892.) i First Divisiona (1892. – 1992.) | Accrington • Bradford Park Avenue • Bristol City • Bury • Carlisle United • Darwen • Glossop North End • Grimsby Town • Leyton Orient • Millwall • Northampton Town • Notts County • Oxford United • Preston North End |

| Football League Championship 2022./23. | Football League Championship 2022./23. |
| --- | -------------------------------------- |
| |                                        |
| Birmingham City • Blackburn Rovers • Blackpool • Bristol City • Burnley • Cardiff City • Coventry City • Huddersfield Town • Hull City • Luton Town • Middlesbrough • Millwall • Norwich City • Preston North End • QPR • Reading • Rotherham United • Sheffield United • Stoke City • Sunderland • Swansea City • Watford • West Bromwich Albion • Wigan Athletic |                                        |

| Football League Championship 2022./23. | Football League Championship 2022./23. |
| --- | -------------------------------------- |
| |                                        |
| Birmingham City • Blackburn Rovers • Blackpool • Bristol City • Burnley • Cardiff City • Coventry City • Huddersfield Town • Hull City • Luton Town • Middlesbrough • Millwall • Norwich City • Preston North End • QPR • Reading • Rotherham United • Sheffield United • Stoke City • Sunderland • Swansea City • Watford • West Bromwich Albion • Wigan Athletic |                                        |